# Чиркин, Андрей Борисович
Андрей Борисович Чиркин (род. 15 марта 1961, Калининград, Московская область) — российский политический деятель, депутат Государственной Думы ФС РФ четвёртого (2003—2007) и пятого созыва (2007—2011).

## Биография
С 1985 по 1993 год проходил службу офицером вооруженных сил. С июля 1993 года работал в постоянном представительстве Хабаровского края при правительстве РФ. С августа 1997 года — первый заместитель главы администрации края, руководитель представительства края при правительстве РФ. В декабря 2001 года назначен представителем в Совете федерации от администрации Хабаровского края. В мае 2003 года возглавил межрегиональный координационный совет «Единой России» по Дальневосточному округу.

### Депутат госдумы
7 декабря 2003 избран депутатом Государственной думы Федерального собрания РФ четвёртого созыва, член фракции «Единая Россия», заместитель председателя Комитета по энергетике, транспорту и связи. Мандат получил 24 декабря в связи с отказом от мандатов идущих перед ним по списку президента Якутии Вячеслава Штырова и губернатора Хабаровского края Виктора Ишаева.
2 декабря 2007 года избран депутатом Государственной думы РФ пятого созыва в составе федерального списка кандидатов, выдвинутого Всероссийской политической партией «Единая Россия». Член комитета ГД по природным ресурсам, природопользованию и экологии. 7 ноября 2011 сложил с себя полномочия депутата. Перешёл на работу заместителя руководителя управления Федерального агентства по государственным резервам по Центральному федеральному округу.
В июне 2015 года назначен на должность начальника Управления промышленной переработки отходов производства и потребления Департамента жилищно-коммунального хозяйства и благоустройства города Москвы.